# Peer Gynt (Grieg)
Peer Gynt op. 23 sono delle musiche di scena per soli, coro e orchestra composte fra il 1874 e il 1875 da Edvard Grieg per l'opera teatrale omonima di Henrik Ibsen del 1867.

## Storia
Quando il drammaturgo norvegese Henrik Ibsen aveva scritto nel 1867 il dramma Peer Gynt lo aveva fatto senza pensare a un'opera destinata al teatro, intendeva invece realizzare un poema che fosse complementare a Brand, altro suo lavoro in versi scritto l'anno precedente. Realizzò quindi un'opera molto complessa con scene di varia e diversa lunghezza ambientandole in luoghi e scenari svariati. Quando Peer Gynt fu pubblicato nel novembre 1867 non ottenne il successo sperato dallo scrittore che fu particolarmente offeso dalle critiche negative; per tale motivo, probabilmente, all'inizio del 1874 egli pensò di modificare il suo lavoro adattandolo per il teatro, consigliato in questo anche da Ludvig Josephson, direttore del Teatro di Christiania che aveva già allestito per le scene teatrali due lavori dello scrittore.

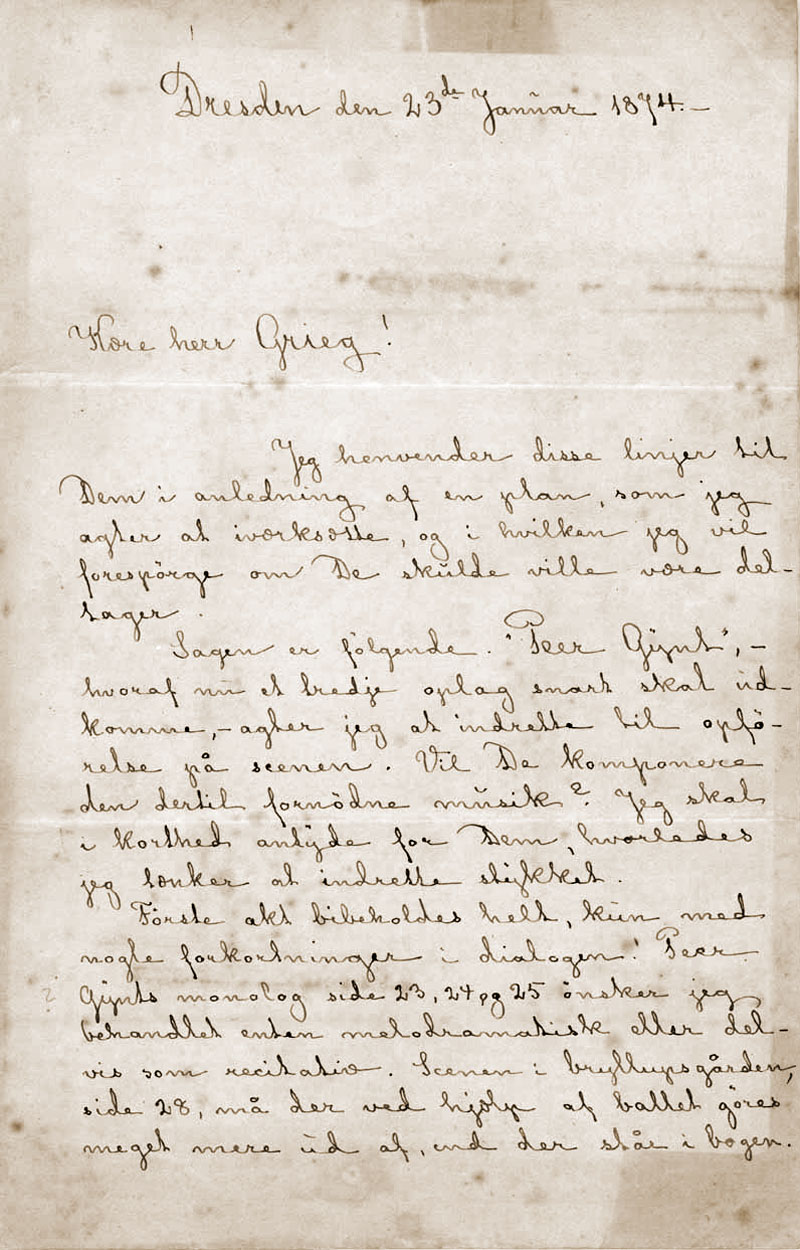
Lettera di Ibsen a Grieg del 23 gennaio 1874

Quando si decise a portare il Peer Gynt sulle scene teatrali, Ibsen, con una lettera da Dresda del 23 gennaio 1874, chiese a Edvard Grieg di comporre le musiche di scena per completare la nuova realizzazione, illustrandogli con dovizia di particolari come avrebbe articolato il lavoro; il drammaturgo aveva conosciuto personalmente il musicista a Roma nel 1866 e, riconoscendolo come il maggior compositore norvegese, pensò subito a lui per realizzare delle musiche di scena che riteneva fossero un elemento essenziale alla sua rappresentazione teatrale. Il compositore, pur essendo poco convinto poiché non aveva esperienze teatrali, accettò comunque l'incarico, probabilmente per il compenso generoso offertogli da Ibsen che era disposto a riconoscergli la metà dell'intera somma dell'onorario, e realizzò una partitura per soli, coro e orchestra fra il 1874 e il 1875. Il musicista lavorò a fasi alterne alla composizione poiché riteneva il soggetto poco musicale e difficile da realizzare; lavorando seriamente compose più di venti brani e riuscì comunque a completare la partitura entro l'agosto del 1875.
Il dramma venne rappresentato per la prima volta il 24 febbraio del 1876 al Kristiania Norske Teater con un grande allestimento ottenendo un notevole successo; il lavoro venne replicato trentasette volte fino all'inizio del 1877 quando, a causa di un incendio, non poté più essere allestito.
Contribuire musicalmente a un lavoro lungo e complesso di Ibsen, come appunto Peer Gynt, era un compito estremamente difficile, ma il risultato fu comunque notevole e, in considerazione del successo ottenuto dalla musica di Grieg dopo le rappresentazioni avvenute a Oslo, la partitura cominciò a vivere indipendentemente dal dramma. Il musicista però non era molto soddisfatto di quanto aveva realizzato e volle rivedere l'orchestrazione in previsione di nuove rappresentazioni a Copenaghen nel 1886 e a Olslo nel 1892. Da queste revisioni delle musiche di scena originali, sollecitato anche da numerosi amici e collaboratori, Grieg decise di ricavare due suite sinfoniche di quattro episodi ciascuna (op. 46 e 55) che diventarono le sue composizioni più popolari. Il compositore non rispettò l'originale successione del dramma di Ibsen, ma cercò di creare una sequenza puramente musicale; solo la prima delle due Canzoni di Solvejg fu inserita nelle suite.
Il musicista realizzò nel 1888 e nel 1891 due riduzioni pianistiche delle due suite. La Canzone di Solvejg fu inserita sia nella trascrizione della prima suite, sia nei pezzi per pianoforte op. 52 del 1891, una raccolta di trascrizioni di propri Lieder.

## Organico
Soli (soprano, baritono, basso), coro misto. Orchestra composta da: ottavino, due flauti, due oboi, due clarinetti, due fagotti, quattro corni, due trombe, tre tromboni, timpani, piatti, grancassa, arpa, archi

## Struttura delle musiche di scena

### Atto primo
1. Alle nozze (preludio all'atto I)
2. Processione nuziale
3. Halling
4. Springar

### Atto secondo
1. Il ratto della sposa. Lamento di Ingrid (preludio all'atto II)
2. Peer Gynt e le villanelle (melologo)
3. Peer Gynt e la donna in verde (melologo)
4. Nell'antro del re della montagna (coro e melologo)
5. Danza della figlia del re della montagna
6. Peer Gynt inseguito dai troll (coro e melologo)
7. Peer Gynt e il tortuoso (melologo)

### Atto terzo
1. La morte di Åse (preludio all'atto III e melologo)

### Atto quarto
1. Il mattino (preludio all'atto IV)
2. Il ladro e il ricettatore (voci soliste)
3. Danza araba (voce solista e coro)
4. Danza di Anitra
5. Serenata di Peer Gynt (voce solista)
6. Peer Gynt e Anitra (melologo)
7. Canzone di Solvejg (voce solista)
8. Peer Gynt davanti alla statua di Memnone

### Atto quinto
1. Il ritorno a casa di Peer Gynt: sera tempestosa sul mare (preludio all'atto V)
2. Naufragio (melologo)
3. Solvejg canta nella capanna (ripresa della melodia della canzone)
4. Scena notturna (melologo e coro)
5. Inno di Pentecoste: «Benedetto sia il giorno» (coro)
6. Ninna-Nanna di Solvejg (melologo, voce solista e coro)
7. Il mattino

## Struttura e analisi delle suite

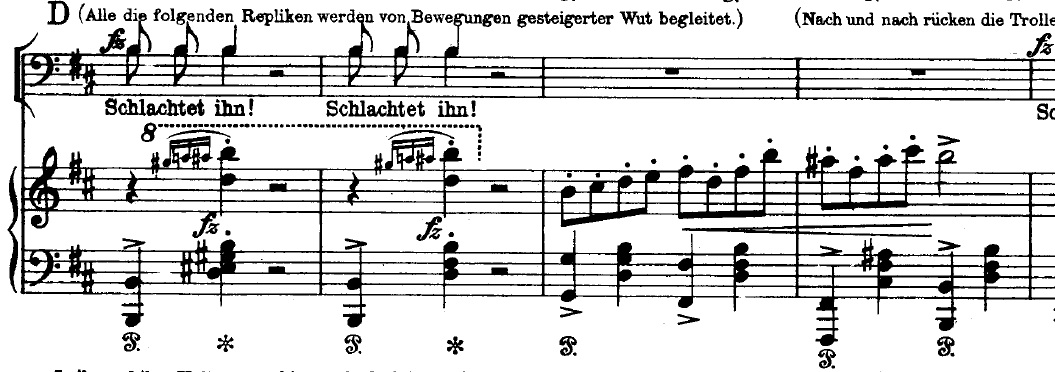
Peer Gynt. Coda de Nell'antro del re della montagna

### Suite op. 46
- Il mattino. (Allegretto pastorale)
- La morte di Åse. (Andante doloroso)
- La danza di Anitra. (Tempo di mazurka)
- Nell'antro del re della montagna. (Alla marcia e molto marcato)

Grieg utilizzò per la prima suite quattro brani caratterizzati dalla grande semplicità della melodia, indicativi per evocare la suggestione e l'atmosfera della natura nordica. Il mattino è il preludio dell'atto quarto delle musiche di scena; una dolce melodia cantata dai flauti e dagli oboi descrive il levare del sole sulla riva del mare; gli archi riprendono quindi il motivo accentuandone l'intensità lirica. La morte di Åse è un Andante doloroso che narra la morte della madre di Peer Gynt; è un brano dalla linea melodica molto semplice espresso dai soli archi in Si minore; nella parte centrale la solennità pur contenuta della melodia assume l'aspetto di una marcia funebre. Nella Danza di Anitra è rappresentata la figlia di un beduino, Anitra, che si esibisce per Peer in un veloce ballo a tempo di Mazurka. Il quarto brano rievoca l'incontro di Peer con il vecchio re di Dovre nel suo oscuro palazzo popolato da streghe; il brano è una marcia grottesca sostenuta da fagotti, violoncelli e contrabbassi che portano, nella parte centrale, a coinvolgere tutta l'orchestra al completo con un grande e intenso crescendo.

### Suite op. 55
- Il ratto della sposa. Lamento di Ingrid. (Andante doloroso. Allegro furioso)
- Danza araba. (Allegretto vivace)
- Il ritorno a casa di Peer Gynt (Allegro agitato)
- Canzone di Solvejg. (Un poco andante)

La seconda suite è meno conosciuta della precedente anche se comprende uno dei brani più celebri di Grieg, la Canzone di Solvejg. Il primo pezzo, Il ratto della sposa. Lamento di Ingrid, descrive il canto doloroso e supplichevole di Ingrid, la sposa del podere di Haegstad, sedotta e rapita da Peer e poi abbandonata sulle montagne, alternato alle grida arroganti e sprezzanti del giovane (Allegro furioso). Il secondo brano, Danza araba, con l'indicazione Allegretto vivace, è una   descrizione della danza di Anitra e delle sue compagne in un accampamento arabo; la partitura è di una grande chiarezza nell'uso timbrico degli strumenti. Il brano successivo èil Preludio del quinto atto delle musiche di scena. Peer Gynt ritorna a casa su una nave che è ormai in vista delle coste norvegesi. L'orchestra, nel suo pieno, riproduce la tempesta con momenti di crescendi e diminuendi in un Allegro agitato; evidenti i richiami alla musica wagneriana, in particolare a L'olandese volante. Quando la musica si placa con un pianissimo prende avvio l'ultimo brano, il canto dolcissimo di Solvejg che conclude la suite. Il suo incipit ha un'origine più lontana, in quanto proviene dalla canzone popolare norvegese Jeg lagde mig så silde, che lo stesso Grieg trascrisse sia per voce sia per pianoforte. La canzone di Solvejg è una delle pagine più riuscite e ispirate del musicista, dalla grande liricità e ricchezza emotiva.

## Organico orchestrale delle suite
Ottavino, due flauti, due oboi, due clarinetti, due fagotti, quattro corni, due trombe, tre tromboni, basso tuba, timpani, triangolo, tamburo, cassa chiara, piatti, grancassa, arpa, archi

## Realizzazioni coreografiche
Nel 1956 il coreografo svizzero Vaslav Orlikowsky ha creato un balletto sulla partitura di Grieg con le scene di Lec Bothas; la realizzazione riprende la trama del dramma di Ibsen, adattata da Eugen Wigeliew; la prima rappresentazione fu a Basilea il 30 ottobre 1956. Il balletto è stato successivamente ripreso nel 1963 dal London Festival Ballet.
Un'altra versione, sempre sulla musica di Grieg, è stata realizzata dal coreografo polacco Hernryk Tomaszewski nel 1972 portata in scena dal Cramérballetten di Stoccolma.

## Le musiche delPeer Gyntnei media
Alcune parti delle suite, specialmente Il mattino, Nell'antro del re della montagna e La morte di Åse sono state spesso impiegate nel cinema. Il motivetto fischiettato dal protagonista di M - Il mostro di Düsseldorf di Fritz Lang è Nell'antro del re della montagna (nella versione italiana risulta 'storpiato'), presente anche nella versione cinematografica di Akira Kurosawa dell'Idiota di Dostoevskij (1951), nel film di Woody Allen Scoop (2006), nella scena del radar di Rat Race (2001), nel film del 2011 Hanna, nonché utilizzato come sottofondo nella scena della gara di canottaggio di The Social Network di David Fincher, in alcune scene di Spell (Dolce mattatoio) di Alberto Cavallone e nel film di Ken Russell L'ultima Salomè, nella scena della danza dei sette veli.
La musica di Nell'antro del re della montagna diviene la Canzone del Perfido intonata da Gambadilegno/Capitano Pietro nel cartone animato Topolino, Paperino, Pippo: I tre moschettieri.

## Arrangiamenti
Nell'antro del re della montagna è stato arrangiato dal gruppo metal Savatage (Hall of the Mountain King) e dal gruppo Hard Rock Rainbow nell'album Stranger in Us All, dalla E.L.O. (Electric Light Orchestra), nonché nelle ultime battute del terzo album da solista di Rick Wakeman intitolato Journey to the Centre of the Earth. In Italia, il gruppo progressive rock Buon Vecchio Charlie ha utilizzato parte del brano in Venite giù al fiume, presente nell'album eponimo della band.
Il tema principale della Canzone di Solveig è inoltre stato utilizzato dal gruppo Power Metal Kamelot nel brano Forever dell'album Karma.